# Chondria ovalis
Chondria ovalis es una especie de coleóptero de la familia Endomychidae.

## Distribución geográfica
Habita en Malasia.